# 針原寿朗
針原 寿朗（はりはら ひさお、1956年8月5日 - ）は、日本の農林官僚。元農林水産審議官、住友商事顧問、おかやま米粉麺普及推進ネットワーク顧問、(一社)国力倍増塾理事、(一社)本場の本物ブランド推進機構顧問、一般財団法人日本GAP協会 評議委員。

## 経歴
富山県出身、農林水産省の富山県人会長を務める。富山県立富山中部高等学校、東京大学法学部を卒業。
- 1980年 4月 農林水産省入省
- 1985年 農蚕園芸局企画課総務係長（減反政策担当）
- 1987年 農蚕園芸局企画課企画官
- 1990年 食糧庁企画課総括班長・総括補佐
- 1996年 1月 農林水産省大臣官房秘書課監査官兼農林水産大臣秘書官事務取扱
- 1996年 11月 大臣官房付
- 1997年 1月 食糧庁総務部総務課調査官
- 1998年 10月 経済局国際部国際経済課長
- 2001年 1月 食糧庁計画流通部計画課長
- 2002年 7月 食糧庁総務部企画課長
- 2003年 7月 内閣官房内閣参事官
- 2006年 1月 大臣官房予算課長
- 2007年 1月 林野庁森林整備部長
- 2008年 7月 林野庁林政部長
- 2009年 1月 大臣官房総括審議官[8]
- 2011年 8月 総合食料局長
- 2011年 9月 食料産業局長
- 2013年 7月 農林水産審議官に就任[9][10]
- 2015年 8月 退任
- 2016年 10月 住友商事顧問に就任

## 論文
- WTO臨時増刊号 フォローアップ企画(1)ジャパンペーパーの内幕 農林水産省経済局国際部国際経済課 針原寿朗課長は語る [11]